# Andesembia banosae
Andesembia banosae is een insectensoort uit de familie Andesembiidae, die tot de orde webspinners (Embioptera) behoort. De soort komt voor in Ecuador.
Andesembia banosae is voor het eerst wetenschappelijk beschreven door Ross in 2003.